# Castello di Jemniště
Il castello di Jemniště (in ceco Zámek Jemniště) si trova nell'omonima frazione di Postupice, comune del Distretto di Benešov nella Boemia Centrale, Repubblica Ceca. Il complesso barocco risale al 1725 circa e comprende il castello con cappella, il giardino ornamentale e il parco.

## Storia

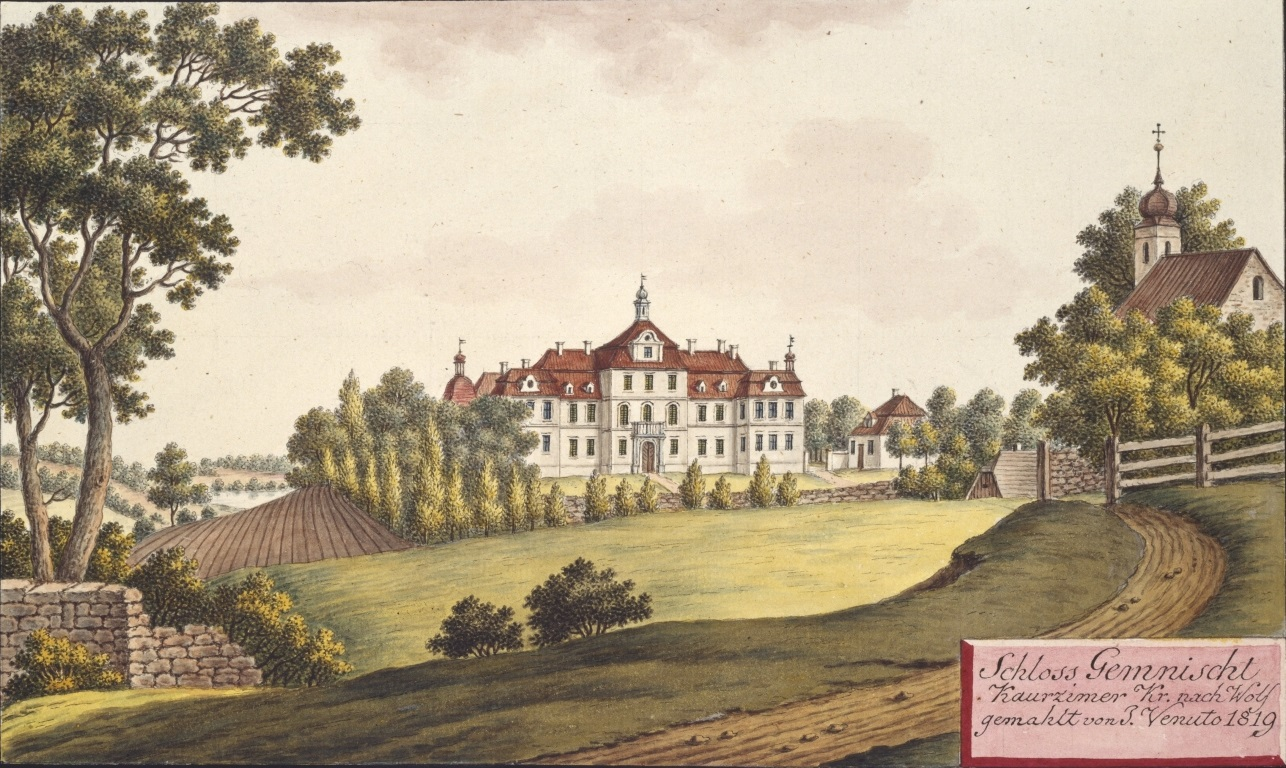
Il castello di Jemniště in una stampa del 1819

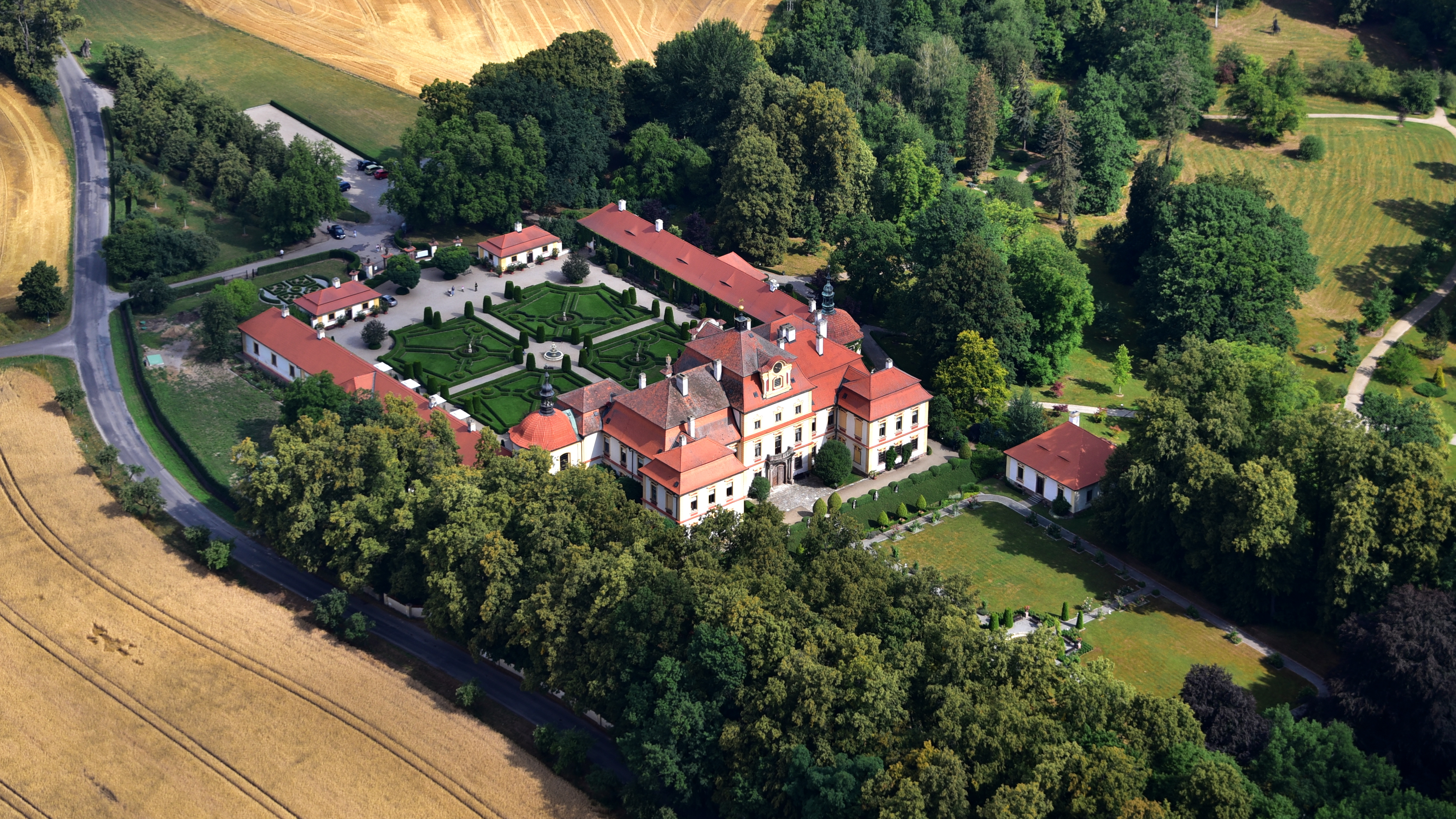
Vista aerea del complesso

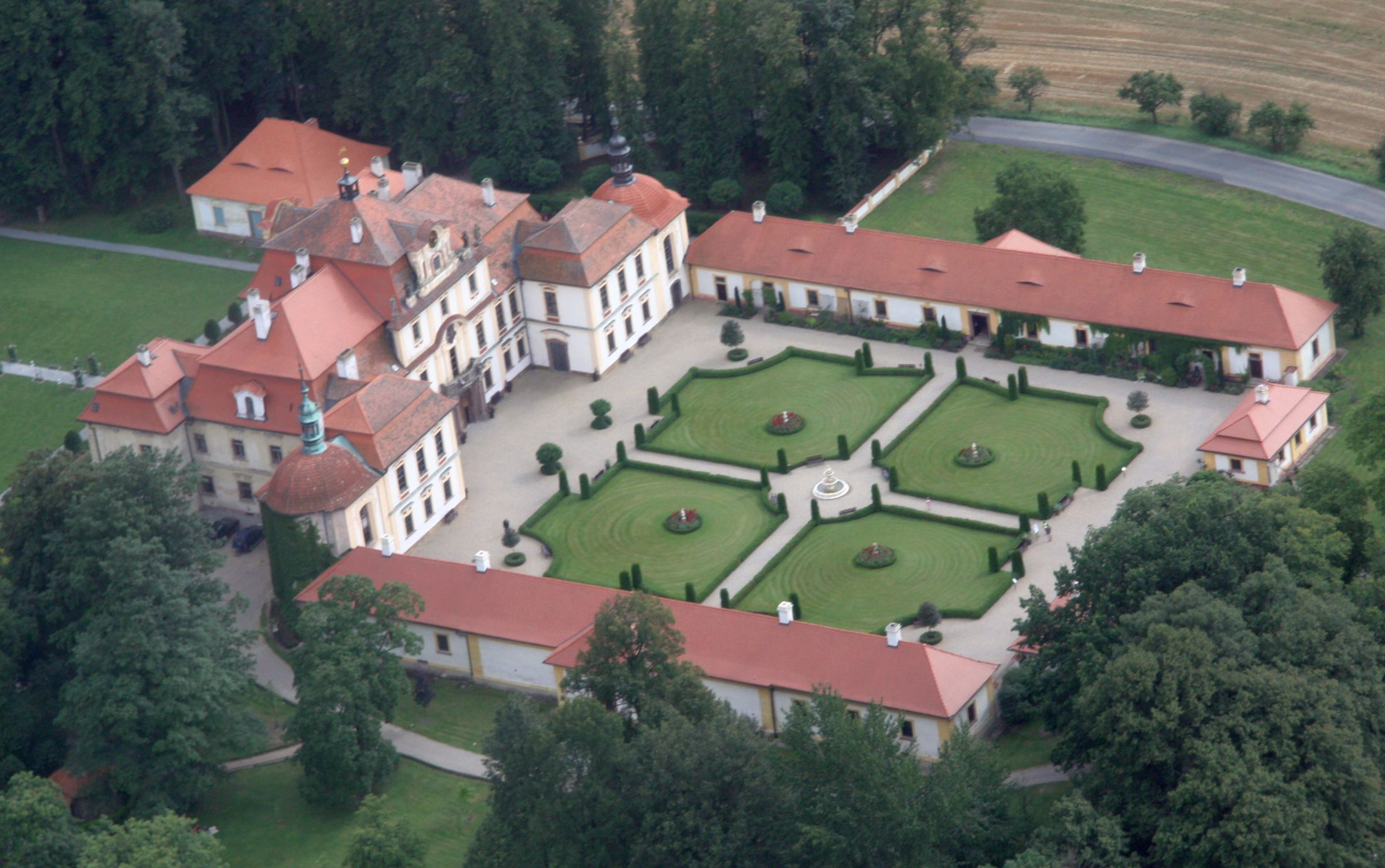
Il giardino o cortile d'onore

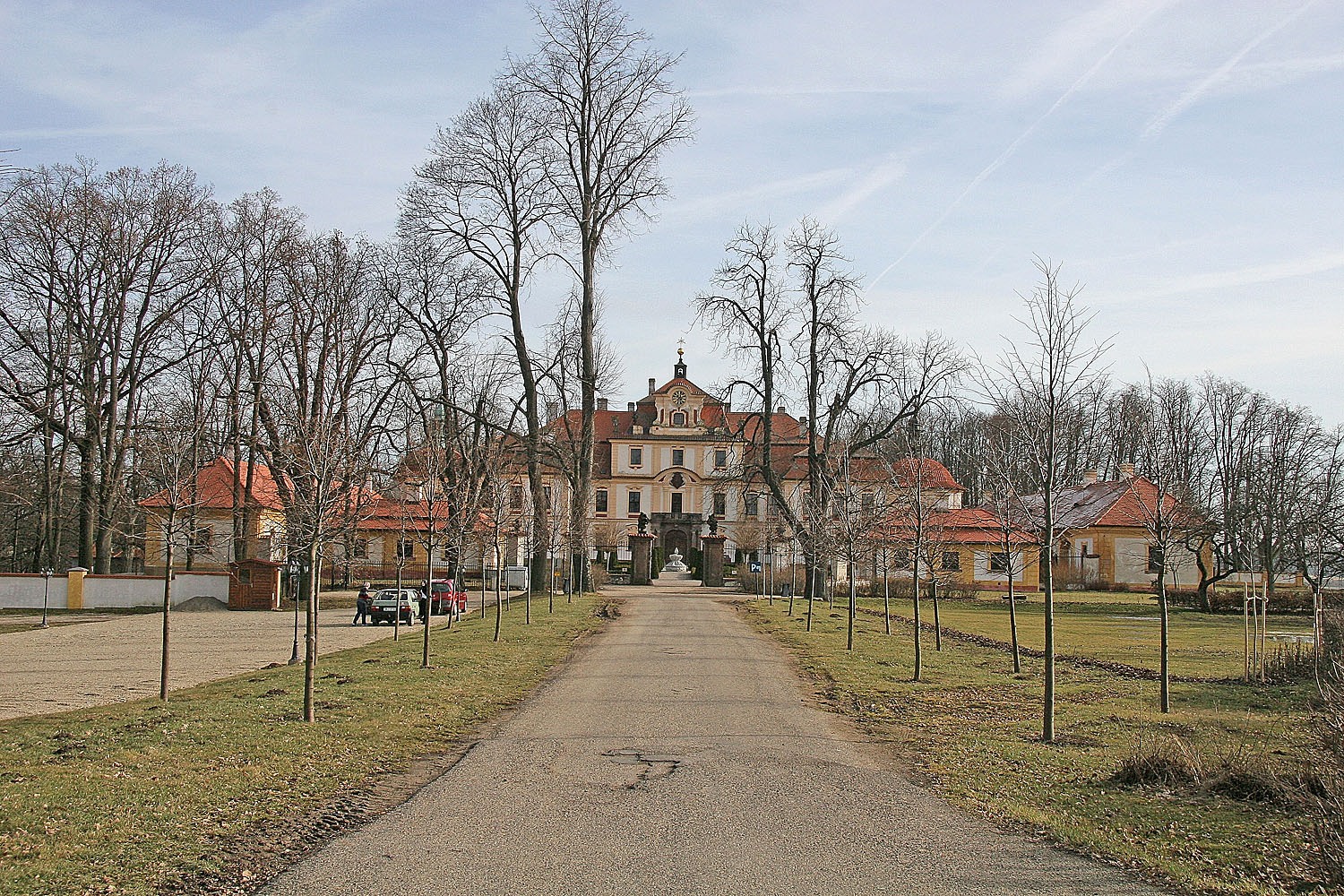
Viale di tigli che porta al castello

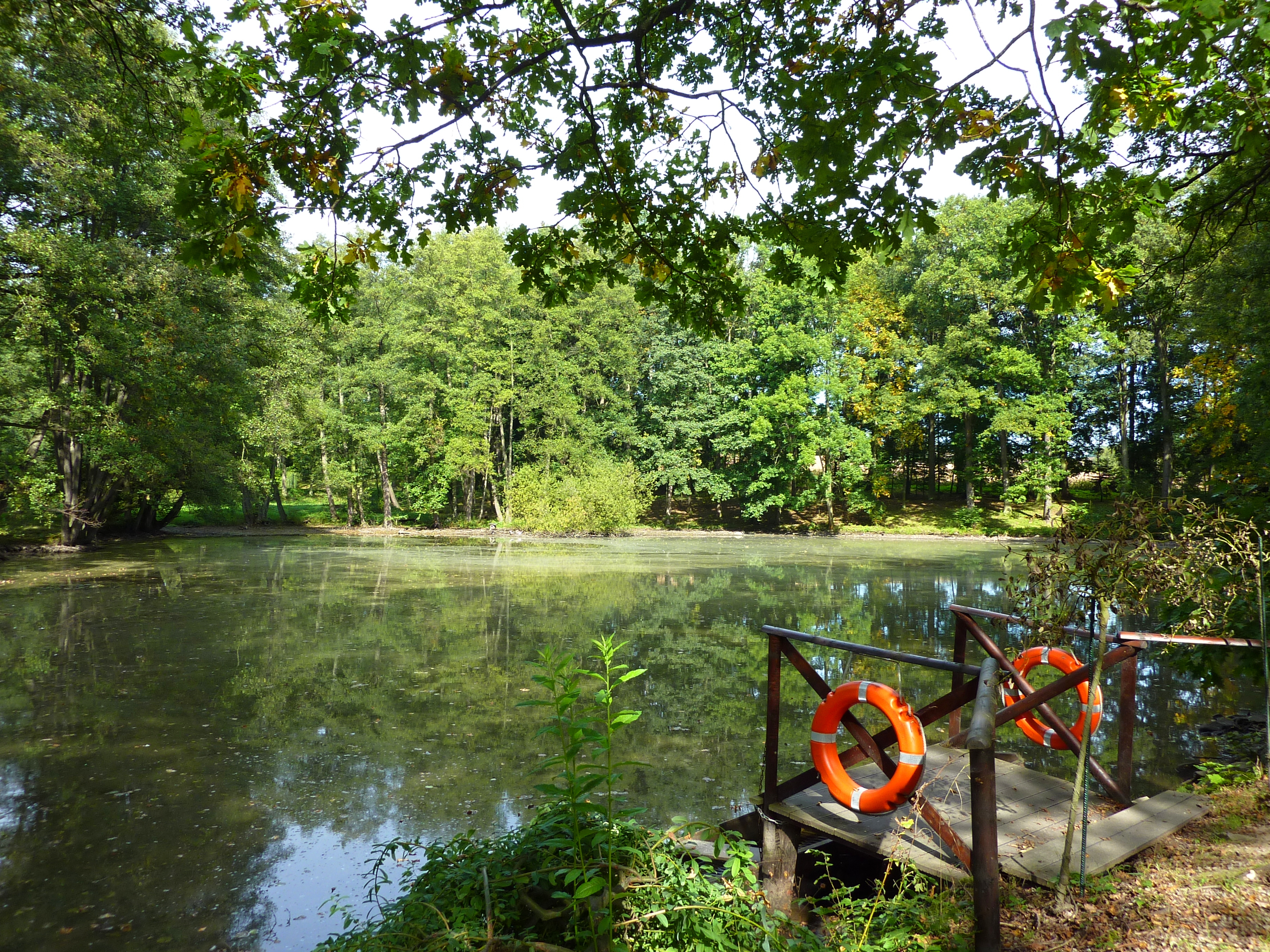
Uno dei laghetti del parco

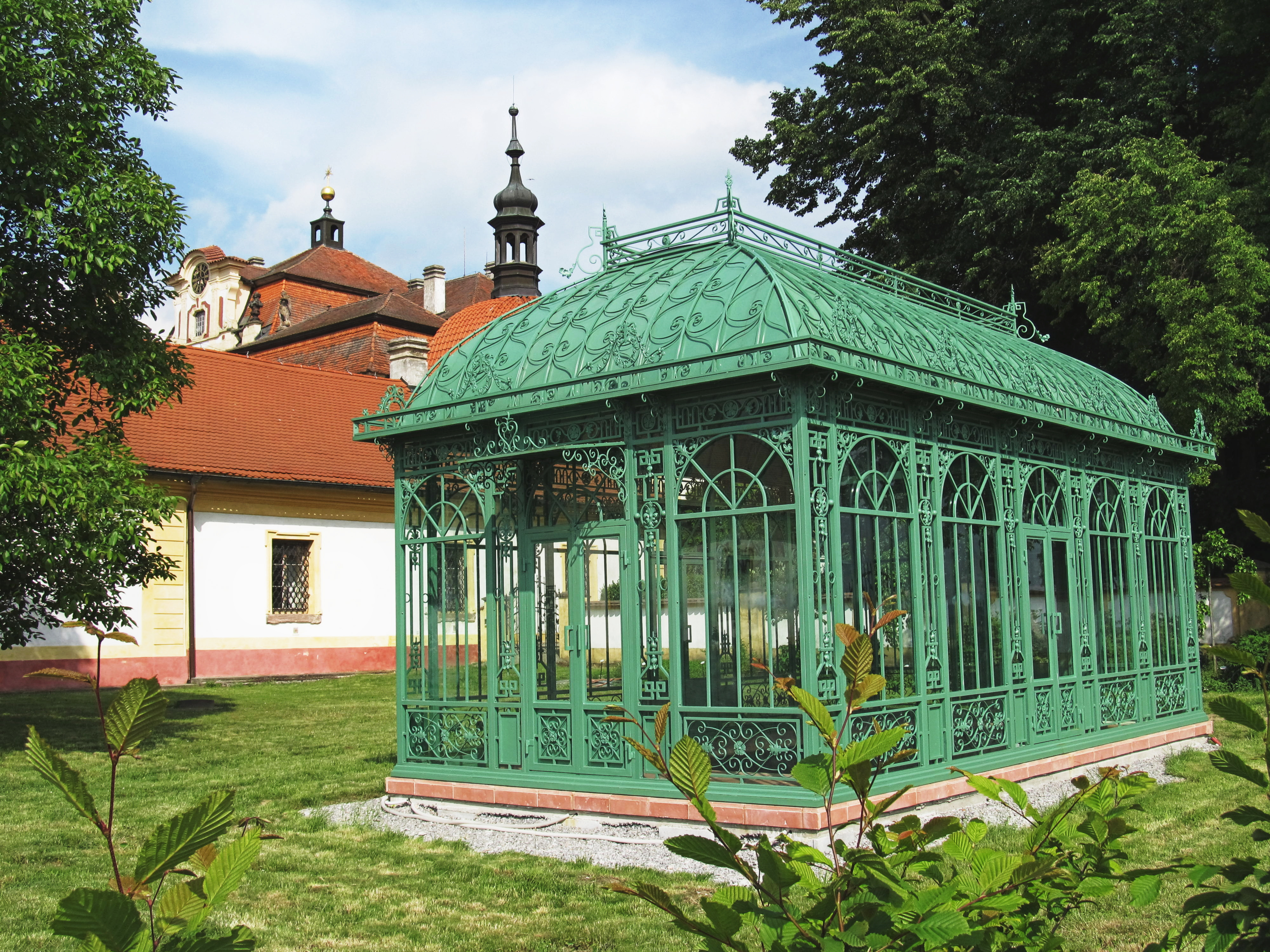
Serra nel parco

I signori di Jemniště dal 1717 furono i membri della famiglia Trautmannsdorf. Il castello venne edificato per volontà di František Adam di Trautmannsdorf ed ultimato entro il 14 ottobre 1725 perché in tale data venne consacrata la cappella gentilizia del maniero. Il progetto venne affidato con ogni probabilità a František Kaňka che scelse lo stile barocco del tempo e concepì il complesso formato da sette edifici indipendenti con un'ampia corte d'onore e un grande giardino alla francese. L'insieme fu completato dalle case della servitù, dal recinto e dal cancello al quale si arrivava con un lungo viale di tigli. Nel 1735 fu ampliata la cappella e nel 1754 un incendio provocò vari danni che portarono ad una ricostruzione con modifica degli interni e trasformazione del frontone con decorazione scultorea. Le decorazioni ad affresco sopra il presbiterio della cappella sono attribuite a Václav Vavřinec Reiner e l'altare maggiore a Matyáš Bernard Braun. Quando la proprietà passò al conte Heinrich Rottenhan, nel 1789, il castello fu leggermente modificato in stile neoclassicista e il giardino alla francese fu trasformato in parco all'inglese. Tra la fine del XIX secolo e la prima metà del secolo successivo il castello appartenne alla famiglia Šternberk. Zdeněk di Šternberk fece arrivare da Vienna grandi statue raffiguranti antiche divinità greche e sostituì le statue barocche della facciata principale con delle copie. Alla fine della seconda guerra mondiale le truppe sovietiche dell'Armata Rossa distrusseromoti degli arredi interni e nel 1951 il castello fu nazionalizzato dallo Stato cecoslovacco. In seguito il castello ospitò il museo dell'abbigliamento e dal 1961 il museo regionale di Benešov. Dal 1995 il castello Jemniště è ritornato in possesso della famiglia Sternberg che lo ha trasformato in una grande struttura ricettiva.

## Descrizione
Il castello si trova nell'omonima frazione a nord di Postupice, comune della Boemia Centrale, Repubblica Ceca. Il complesso di edifici che lo formano si trova all'estremità occidentale di Jemniště. L'accesso principale avviene, dopo aver percorso un lungo viale di tigli, attraverso il grande cancello che immette nel giardino d'onore. Sul giardino si trova la facciata nord-occidentale del castello  e l'area è delimitata da edifici come le scuderie e la rimessa per le carrozze.  Al centro del cortile d'onore è posta una fontana. Ad est e a nord del castello si estende un grande parco con tre laghetti.

### Monumento culturale della Repubblica Ceca
La tutela dei monumenti della Repubblica Ceca considera il complesso del castello di Jemniště un monumento culturale tutelato col numero di catalogo 1000148405.